# Olympische Sommerspiele 1972/Teilnehmer (Albanien)
| Gelbes Symbol für Goldmedaillen mit stilisierten Olympischen Ringen | Graues Symbol für Silbermedaillen mit stilisierten Olympischen Ringen | Braundes Symbol für Bronzemedaillen mit stilisierten Olympischen Ringen |
| ------------------------------------------------------------------- | --------------------------------------------------------------------- | ----------------------------------------------------------------------- |
| —                                                                   | —                                                                     | —                                                                       |

Albanien nahm an den Olympischen Sommerspielen 1972 in München mit einer Delegation von fünf Sportlern (vier Männer und eine Frau) teil. Es war Albaniens erste Teilnahme an Olympischen Spielen; die zweite folgte erst 1992 in Barcelona.

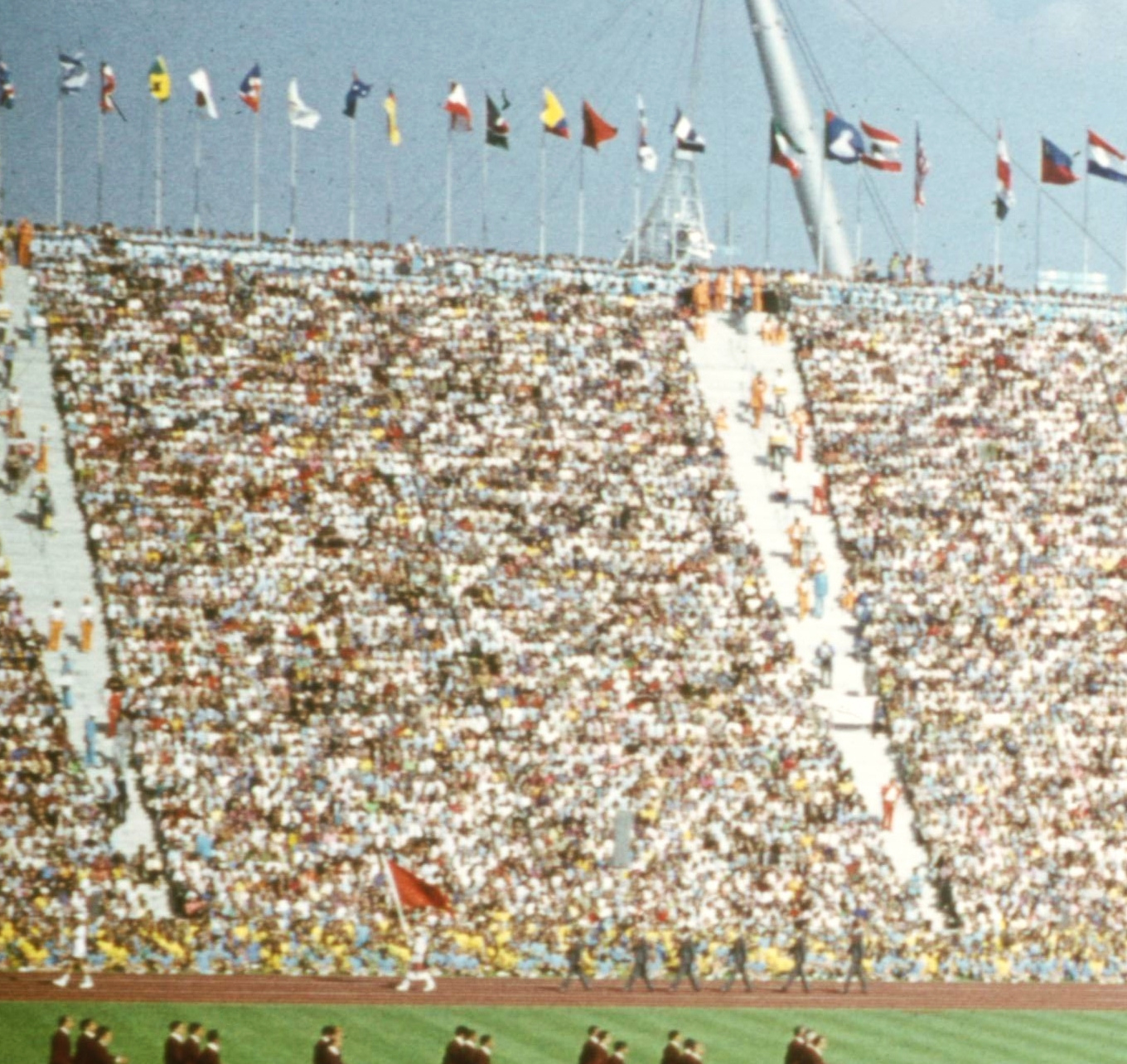
Einmarsch der albanischen Sportler an der Eröffnungsfeier

Ymer Pampuri gewann den ersten Teilwettkampf im Drücken. Bei den Olympischen Spielen wurden aber nicht die Einzeldisziplinen bewertet, sondern nur der Dreikampf. In Albanien praktizierte man jedoch nur das Drücken, so dass Pampuri beim Stoßen und Reißen zurückblieb. Trotzdem war sein Teilsieg und neuer olympischer Rekord ein Höhepunkt in der albanischen Sportgeschichte. 

## Teilnehmer nach Sportarten

### Gewichtheben
- Ymer Pampuri
Federgewicht: 9. Platz

### Schießen
- Fatos Pilkati
Freie Scheibenpistole: 24. Platz

- Afërdita Tusha
Freie Scheibenpistole: 51. Platz

- Ismail Rama
Kleinkaliber, liegend: 22. Platz

- Beqir Kosova
Kleinkaliber, liegend: 66. Platz